# ESO 593-8
ESO 593-8 (również 2MASX J19143113-2119089) – grupa trzech galaktyk oddziałujących ze sobą, znajdująca się w gwiazdozbiorze Strzelca w odległości około 650 milionów lat świetlnych. Te trzy galaktyki w przyszłości prawdopodobnie utworzą jeden obiekt.
Na ESO 593-8 składają się dwie masywne galaktyki spiralne oraz trzecia nieregularna. Początkowo przy obserwacjach prowadzonych w świetle widzialnym układ ten wydawał się składać z dwóch galaktyk spiralnych. Jednak obserwacje prowadzone w podczerwieni za pomocą Very Large Telescope ukazały obraz trzech galaktyk. Trzecia galaktyka to masywna galaktyka nieregularna znajdująca się w okresie wzmożonego formowania swojej struktury. Najdłuższy galaktyczny ogon pływowy nowej galaktyki rozciąga się na około 100 tysięcy lat świetlnych. Galaktyki te prawdopodobnie spotkały się ze sobą kilkaset milionów lat temu. Do zderzenia galaktyk doszło prawdopodobnie kilkaset milionów lat temu.